# Drusentor
Drusentor är ett bergspass i Schweiz, på gränsen till Österrike.   Det ligger i regionen Prättigau/Davos och kantonen Graubünden, i den östra delen av landet, 180 km öster om huvudstaden Bern. Drusentor ligger 2 342 meter över havet.
Terrängen runt Drusentor är huvudsakligen bergig, men den allra närmaste omgivningen är kuperad. Drusentor ligger uppe på en höjd. Närmaste större samhälle är Klosters Serneus, 14,3 km söder om Drusentor. 
Trakten runt Drusentor består i huvudsak av gräsmarker. Runt Drusentor är det glesbefolkat, med 14 invånare per kvadratkilometer.